# Ryu Gwansun
Ryu Gwansun (ur. 16 grudnia 1902, zm. 28 września 1920), znana również jako Yu Gwansun lub Yoo Kwan-Soon – organizatorka przełomowego wydarzenia znanego jako Ruch 1 Marca (powstanie koreańskie) przeciwko rządom japońskiego okupanta, który zapoczątkowano w prowincji Chungcheong Południowy. Ruch 1 Marca był pokojową proklamacją ze strony Koreańczyków chcących odzyskać wolność, którą odebrali im Japończycy. Ryu Gwansun stała się symbolem powstania i jedną z najważniejszych bojowniczek o niepodległość w Korei. 

## Wczesne życie i edukacja
Gwansun pochodziła z prowincji Chungcheong. Jej nauczycielką była Alice Sharp, zachodnia misjonarka. Dzięki pomocy Sharp Gwansun rozpoczęła naukę w Ewha Woman’s School, dziś znanej jako Ehwa Women’s University ulokowanej w Seulu. Gdy Japończycy zamknęli szkołę na skutek niepodległościowych protestów, Gwansun opuściła Seul. Wróciła do rodzinnego miasta i zdecydowała wziąć udział w protestach. W 1919 roku Ryu była uczennicą seulskiego liceum Ewha, co, jak sama wyznała, zapoczątkowało Ruch 1 Marca. Jej głęboka wiara w Boga i nauki uzyskane w szkole prowadzonej w duchu doktryny metodyzmu spowodowały, że odnalazła odwagę, aby walczyć w imię wolności ojczyzny.

## Kariera
Kiedy szkoła została zawieszona, na rozkaz japońskiego rządu, aby zamknięto wszystkie koreańskie szkoły, Ryu powróciła do swego domu w  Jiryeong-ri (dziś znane jako Yongdu-ri).
Tam, wraz z rodziną, rozpoczęła wzniecanie wśród innych mieszkańców sprzeciwu wobec japońskiego okupanta. Ryu również zaplanowała demonstrację w imię odzyskania niepodległości, w którą zaangażowali się mieszkańcy pobliskich miast Yeongi, Chungju i Jincheon. Początek demonstracji został wyznaczony na pierwszy dzień marca (według kalendarza księżycowego) 1919 roku, na godzinę 9 rano, na targowisku Awunae. Około 2,000 demonstrantów wykrzykiwało „Wiwat koreańska niepodległość” (대한독립만세). Japońscy oficerowie pojawili się o godzinie 13, tego samego dnia, aby rozproszyć tłum. Ryu wraz z innymi demonstrantami trafiła do aresztu. Oboje jej rodziców zostało zabitych podczas protestów przez japońską policję.

Ryu na krótko osadzono w japońskim posterunku żandarmerii wojskowej Cheonan, a następnie osądzono ją i skazano na siedem lat pozbawienia wolności. Trafiła do więzienia Seodaemun. Podczas odbywania kary, Ryu Gwansun nie poddała się i kontynuowała antyjapońskie protesty, nawoływała do walk w imię odzyskania niepodległości. Za bunt była bita i poddawana różnorodnym torturom. Zmarła w więzieniu 28 września 1920 roku, czego powodem były prawdopodobnie tortury. Jedne z jej ostatnich wypowiedzi brzmiały: 

Nawet jeśli zerwiecie moje paznokcie, oderwiecie uszy i nos, połamiecie nogi i ręce, ten fizyczny ból nigdy nie dorówna bólowi utraty ojczyzny. Żałuję jedynie, iż nie mogłam zrobić więcej dla mojego kraju, a niżeli poświęcić za niego życie.

Podczas przebywania w więzieniu, poddana była nieludzkiemu traktowaniu.
Znosiła najokrutniejsze i barbarzyńskie fizyczne oraz psychiczne tortury, które nie złamały jej ducha walki, nie przestawała wzniecać protestów. Zmarła od licznych ran, a jej ostatnie słowa to: Japonia wkrótce upadnie. Wraz z nią śmierć poniosło ponad 7,5 tysiąca niewinnie osądzonych Koreańczyków, zaś w tym okresie aresztowano ich około 45 tysiąca.
Początkowo japońskie więzienie odmówiło wydania ciała Ryu, ale ostatecznie, lecz niechętnie oddano je dwóm dyrektorom  Ewha Woman’s School, Lulu Frey i Jeannette Walter. Wówczas kobiety zagroziły, iż pokażą całemu światu jakim okrucieństwem posługuje się Japonia. Ponoć ciało Ryu pocięto na kawałki, jednakże według Walter, która ubrała Ryu na pogrzeb, insynuacja okazała się nieprawdziwa. „Gdy przebywałam w Korei, w 1959 roku, zostałam przesłuchana przez delegację wysłaną ze szkoły Kwansoon i zapewniłam ich, że ciało Ryu nie zostało rozczłonkowane. Wiem, bo ubrałam ją na jej ceremonię pogrzebową. Moje słowa są nagrane na taśmie. Szczątki Ryu były umieszczone w skrzynce, która miała zostać zwrócona firmie Saucony Vacuum. Japońskie władze chciały tak uczynić jako odwet wobec groźbie ze strony  Ewha Woman’s School. 

## Spuścizna
W 1962 roku Ryu pośmiertnie została odznaczona Orderem Zasługi dla Niepodległości. Ruch 1 Marca nie spowodował natychmiastowego odzyskania wolności przez Koreę, ale przyczynił się do złagodzenia kolonialnych rządów Japonii. Dodatkowo, protesty wpłynęły również na obcokrajowców wówczas mieszkających na Półwyspie Koreańskim, którzy zaangażowali się i wspierali Koreańczyków w  ich walce ku niepodległości.
Sama Gwansun stała się potężnym symbolem. Podziwiano ją za jej siłę woli i za to, iż nie porzuciła swego przekonania o znaczeniu koreańskiej niepodległości, nawet jeśli karano ja okrutnymi torturami, była świadkiem wielu nieprzyjemnych okoliczności. Nazywana jest koreańską Joanną d’Arc, ponieważ ocaliła Koreę spod japońskiej opresji, co po części spowodowało odzyskanie wolności przez Koreę, choć fizycznie nie walczyła z Japończykami. Wręcz przeciwnie, poprzez pokojowe demonstracje i protesty, wraz z innymi obywatelami zabiegała o niezależność ojczyzny. Dodatkowo, ofiarowała nadzieję wszystkim Koreańczykom. Powiada się, że ona wraz z innymi osobami, które ją popierały, są symbolem koreańskiego poświęcenia dla ogólnoświatowego dziedzictwa pasywnego oporu przeciwko rządom ciemięzcy. 
Pokojowy i pozbawiony przemocy protest, którego promotorką była Ryu, porównuje się do marszu Martina Luther Kinga walczącego o prawa człowieka. Różnica dotyczy jedynie jawności protestu, gdyż Ruch 1 Marca został zorganizowany potajemnie, bez wiedzy japońskiego okupanta.